# Eilema umbripuncta
Eilema umbripuncta là một loài bướm đêm thuộc phân họ Arctiinae, họ Erebidae.